# Xu Limin
Xu Limin (许利民S, Xǔ LìmínP; maggio 1966) è un allenatore di pallacanestro cinese.

## Carriera
Ha guidato la Cina ai Campionati mondiali del 2018 e ai Giochi olimpici di Tokyo 2020.